# Anglès, Tarn

Anglès este o comună în departamentul Tarn din sudul Franței. În 2009 avea o populație de 541 de locuitori.

## Evoluția populației
| An        | 1975 | 1982 | 1990 | 1999 | 2006 | 2009 |
| --------- | ---- | ---- | ---- | ---- | ---- | ---- |
| Populație | 667  | 649  | 588  | 563  | 559  | 541  |